# 聖米格爾德科潘基區
聖米格爾德科潘基區（西班牙語：Distrito de San Miguel de Corpanqui），是秘魯的一個區，位於該國北部安卡什大區的博洛涅西省，始建於1954年10月15日，面積43.78平方公里，海拔高度3,379米，2005年人口359，人口密度為每平方公里8.2人。